# Димитър Астарджиев
Димитър Астарджиев е български общественик, кмет на Хасково в 1899 година.

## Биография
Астарджиев е деец на Хасковското дружество на Македоно-одринската организация. Делегат е на Осмия македоно-одрински конгрес от 4 до 7 април 1901 година заедно със Захариев.
Астарджиев е кмет на Хасково от 21 април 1899 до септември 1899 година.
Синът му, Павел, през Първата световна война загива на фронта като офицер, в 55-и пехотен полк.